# Labilitat
|  | Per a altres significats, vegeu «Labilitat emocional». |

Labilitat es refereix a alguna cosa que està sofrint constantment canvi o alguna cosa que és probable que sofreixi canvi.

## Química
El terme s'utilitza per descriure una espècie química relativament inestable i transitòria. Com a exemple general, si la molècula existeix en una conformació particular per a un curt període de vida, abans d'adoptar una conformació d'energia més baixa, l'anterior estructura molecular es diu que té 'alta labilitat' (com C25, un esferoide de ful·lerè de 25 carbonis). El terme també s'utilitza a vegades amb referència a reactivitat - per exemple, un complex que arriba de pressa a l'equilibri en solució es diu que és làbil (respecte a aquella solució).

## Bioquímica
Amb referència a bioquímica, aquest és un concepte important fins on la cinètica s'ocupa en metal·loproteines. Això pot permetre la ràpida síntesi i degradació de substrats en sistemes biològics.

## Biologia

### Cèl·lules
Les cèl·lules làbils es refereixen a cèl·lules que constantment es divideixen entrant i romanent en el cicle cel·lular. Aquestes són contrastades amb "cèl·lules estables" i "cèl·lules permanents". Un exemple important d'això és a l'epiteli de la còrnia, on les cèl·lules es divideixen en el nivell basal i es mouen cap amunt, i les cèl·lules de la part superior moren i cauen.

### Proteïnes
En medicina, el terme "làbil" significa susceptible d'alteració o destrucció. Per exemple, una proteïna làbil de calor és una que es pot canviar o destruir a temperatures altes. El contrari de làbil en aquest context és "estable"."